# A che punto è la notte (miniserie televisiva)
A che punto è la notte è una miniserie televisiva, tratta dal romanzo omonimo di Fruttero & Lucentini, andata in onda in due puntate nel 1994 su Rai 2 per poi essere replicata negli anni duemila in orari notturni; si tratta dell'ultima opera diretta da Nanni Loy, che morì d'infarto l'anno dopo.
Mastroianni riprende i panni del commissario Santamaria, dopo averlo impersonato ne La donna della domenica (1975), trasposizione del romanzo omonimo, diretta da Luigi Comencini.

## Trama
In una chiesa di Torino un prete viene ucciso da una bomba durante l'omelia. Sul caso indaga il commissario Santamaria che subito rivolgerà l'attenzione alla malavita torinese, anche se la pista giusta sembra essere quella del mondo industriale.